# 秋本レイラニ
秋本 レイラニ（あきもと レイラニ、2007年2月5日 - ）は、日本のファッションモデル、女優。東京都出身。サンミュージックプロダクション所属。

## 来歴
2007年、古武道の師範であるルーマニア人の父と日本人の母のもと生まれる。3歳から12歳までクラシックバレエを習っていた。
2015年、8歳のときにベストキッズオーディションでグランプリを獲得し、現在の事務所に所属。
2020年9月、ミスセブンティーン2020に選ばれ、雑誌『Seventeen』の専属モデルとなる。同年12月18日公開の映画『約束のネバーランド』で映画初出演を果たす。
2025年5月31日、Seventeenの専属モデルを卒業したことを発表。

## 出演

### 映画
- 約束のネバーランド（2020年12月18日、東宝） - アンナ役[1]

### テレビドラマ
- HiGH&LOW Season2（2016年4月、日本テレビ） - セイラ（幼少期）役

### テレビ番組
- よろしく!ファンファン（2018年4月 - 、NHK Eテレ）- トッキー 役
- ポケモンの家あつまる?（2021年12月19日・2022年1月16日、テレビ東京）
- 超無敵クラス（2022年5月22日 - 2025年3月30日、日本テレビ）

### ミュージックビデオ
- AI「ハッピークリスマス」（2016年11月2日、EMI Records）

### ランウェイ
- Rakuten GirlsAward 2023 AUTUMN/WINTER（2023年9月30日、幕張メッセ）[4]

### CM
- タカラトミー「プリパラジュエルマイク・クローゼットトランク」（2016年）
- ユニバーサル・スタジオ・ジャパン パレード（2016年）

## 書籍

### 雑誌連載
- Seventeen（2020年9月 - 2025年5月31日、集英社） - 専属モデル